# Liliana Abud
Liliana Abud (Xalapa, Veracruz, México, 5 de julio de 1948) es una actriz y escritora mexicana. Ha realizado toda su carrera en la televisión por Televisa.
Fue una de los primeras escritoras que le producen su primer argumento gracias al único concurso que lanzó Televisa en la década de los 80 "Televisa solicita nuevos guionistas para novelas", con la historia Cicatrices del alma que escribió en conjunto con Lindy Giacoman y Eric Vonn, no fue la ganadora pero es la primera que se produce con una buena audiencia.
Fue la escritora de cabecera en las últimas producciones de Sr. Ernesto Alonso hasta su muerte en 2007.
También ha sido la escritora de cabecera del productor mexicano Salvador Mejía con el proyecto Rosalinda a partir de 1999 hasta 2013, y regreso a la televisión como escritora con el proyecto En tierras salvajes en 2017 después de tomar un descanso y en 2019 regresa como actriz en Julia vs Julia.

## Trayectoria como actriz

### Televisión
- Cartas para una víctima (1978)
- Gotita de gente (1978) .... Martha Rivera Valdés
- Amor prohibido (1979) .... Silvia
- Añoranza (1979)
- Espejismo (1980)
- Colorina (1980) .... Alba de Almazán +
- La divina Sarah (1980) .... Lysiana Bernhardt
- Una limosna de amor (1981) .... Daniela
- Gabriel y Gabriela (1982-1983) .... Martha
- Un solo corazón (1983) .... María
- Tú o nadie (1985) .... Camila Lombardo
- Herencia maldita (1986-1987) .... Clara Velarde
- Rosa salvaje (1987-1988) .... Cándida Linares
- Mi segunda madre (1989) .... Sonia de Méndez
- Julia vs. Julia (2019) .... Carmen Montemayor

### Cine
- El ruiseñor chino (1986)
- Rapunsell (1986)
- El rey Midas (1986)
- Hanzel y Gretel (1986)
- El gato con botas (1986)
- La doncella sabia (1986)
- La dama o el león (1986)
- El niño que quiso temblar (1986)
- Vieja moralidad (1988) .... Benedicta
- Íntimo terror (1992)

## Trayectoria como escritora

### Historias originales
- Barrera de amor (2005-2006)[4]
- La esposa virgen (2005) (Basado en un original de Caridad Bravo Adams)
- Amarte es mi pecado (2004)
- La otra (2002)
- Los parientes pobres (1993)
- Atrapada (1991) (con Carmen Daniels)
- Amor en silencio (1988) (con Eric Vonn)
- Cicatrices del alma (1986-1987) (con Eric Vonn y Lindy Giacoman)

### Adaptaciones
- En tierras salvajes (2017) con Katia Rodríguez y Victoria Orvañanos, original de Ramón Campos y Gema R. Neira[5]
- La tempestad (2013) Original de Humberto 'Kiko' Olivieri
- Fuego en la sangre (2008) Original de Julio Jiménez[6]
- Mundo de fieras (2006) Original de Ligia Lezama, Marissa Garrido y Alberto Migré
- La madrastra (2005) Original de Arturo Moya Grau
- Mariana de la noche (2003-2004) Original de Delia Fiallo
- Entre el amor y el odio (2002) con Jaime García Estrada y Orlando Merino, original de Hilda Morales Allouis
- Abrázame muy fuerte (2000-2001) con René Muñoz, original de Caridad Bravo Adams
- Últimos capítulos de Rosalinda (1999) Original de Delia Fiallo
- El privilegio de amar (1998-1999) Original de Delia Fiallo
- Desencuentro (1997-1998) con Carmen Daniels y Jorge Lozano Soriano, original de Caridad Bravo Adams y Luis Moreno
- Últimos capítulos de María Isabel (1997-1998) con Carmen Daniels, original de Yolanda Vargas Dulché con Carmen Daniels
- La antorcha encendida (1996) con Marcia Yance y José Manuel Villalpando, original de Fausto Cerón-Medina
- Lazos de amor (1995-1996) con Carmen Daniels, original de Jorge Lozano Soriano (Su crédito como adaptadora no apareció debido a la política de Televisa que no podrían trabajar en dos proyectos a la vez, ya que estaba trabajando en la producción La antorcha encendida, hasta su nueva versión de 2016 apareció su crédito)
- Primera parte de El vuelo del águila (1994) con Eduardo Gallegos, original de Enrique Krauze y Fausto Cerón-Medina
- Yo compro esa mujer (1990) Original de Olga Ruilópez

### Nuevas versiones por ella misma
- Triunfo del amor (2010-2011) Original de Delia Fiallo[7] nueva versión de El privilegio de amar (1998-1999) basándose en el Original Cristal de Delia Fiallo.
- Corazón salvaje (2009-2010) Original de Caridad Bravo Adams y Olga Ruilópez nueva versión de Corazón salvaje y Yo compro esa mujer.

### Remakes reescritos por otros
- La madrastra (2022) (adaptación de La madrastra) por Gabriela Ortigoza.
- Mujer de nadie (2022) (adaptación de Amarte es mi pecado) por Leonardo Bechini, María Elena López y Claudio Lacelli.
- Tres veces Ana (2016) (adaptación de Lazos de amor) por Juan Carlos Alcalá.
- A que no me dejas (2015-2016) (adaptación de Amor en silencio) por Martha Carrillo y Cristina García; en esta nueva versión no aparece su crédito como autora de la versión original Amor en silencio y solo se menciona a su compañero Eric Vonn: esto es debido a un acuerdo mutuo de autoría cuando Eric Vonn se fue a trabajar a Tv azteca al hacer la versión Háblame de amor.
- Que te perdone Dios (2015) (remake de Abrázame muy fuerte) por Juan Carlos Alcalá
- Quien mató a Patricia Soler (2014) por  Ana María Martínez, Carlos Fernández de Soto, José Fernando Pérez, Carolina Pérez y Claudia Rojas.
- Juro que te amo (2008-2009) (remake de Los parientes pobres) por Gabriela Ortigoza
- Piel de otoño (2005) (remake de Cicatrices del alma) por Martha Oláiz, Tania Bertrán y Antonio Abascal
- Háblame de amor (1999) (remake de Amor en silencio) En esta nueva versión no aparece su crédito como autora de la versión original, y solo se menciona a su compañero Eric Vonn: esto es debido a un acuerdo mutuo de autoría con Eric Vonn y por qué se produjo en la televisora del Ajusco Tv azteca.

## Premios y nominaciones

### Premios TVyNovelas
| Año  | Categoría                   | Telenovela          | Resultado |
| ---- | --------------------------- | ------------------- | --------- |
| 2012 | Mejor guion o adaptación    | Triunfo del amor    | Nominada  |
| 2009 | Mejor historia o adaptación | Fuego en la sangre  | Nominada  |
| 2001 | Mejor historia o adaptación | Abrázame muy fuerte | Ganadora  |
| 1989 | Mejor historia o adaptación | Amor en silencio    | Ganadora  |
| 1987 | Mejor escritor              | Cicatrices del alma | Nominada  |
| 1986 | Mejor actriz juvenil        | Tú o nadie          | Nominada  |

### Sogen Presea Caridad Bravo Adams
| Año  | Categoría             | Resultado |
| ---- | --------------------- | --------- |
| 2016 | Trayectoria literaria | Ganadora  |

### TV Adicto Golden Awards
| Año  | Categoría                            | Telenovela          | Resultado |
| ---- | ------------------------------------ | ------------------- | --------- |
| 2010 | Mejor historia original de la década | Amarte es mi pecado | Ganadora  |
| 2010 | Mejor refrito                        | La Madrastra        | Ganadora  |
| 2008 | Mejores libretos                     | Fuego en la sangre  | Ganadora  |
| 2007 | Mejores libretos                     | Barrera de amor     | Ganadora  |

### Califa de Oro
| Año  | Categoría        | Telenovela            | Resultado |
| ---- | ---------------- | --------------------- | --------- |
| 1999 | Mejor adaptación | El privilegio de amar | Ganadora  |